# Authagraph-Projektion

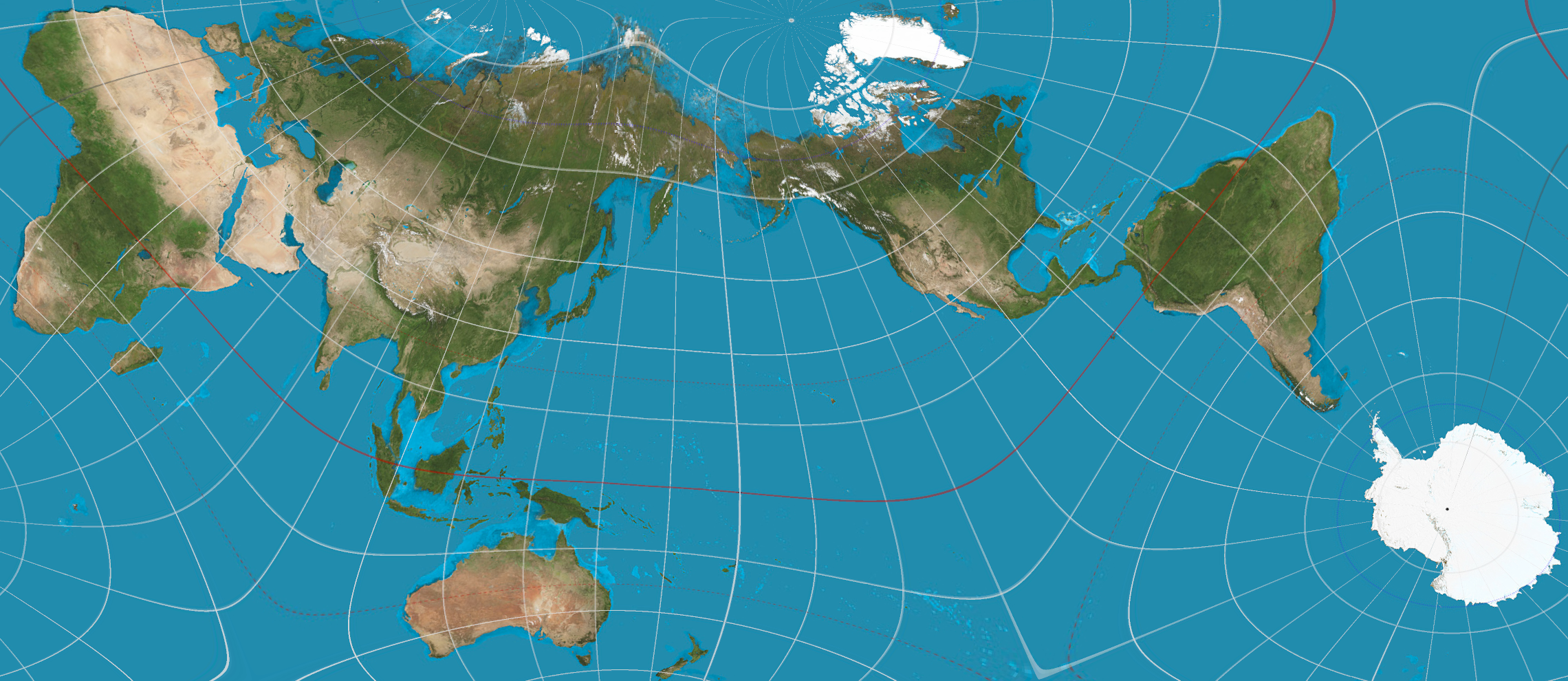
Authagraph-Projektion

Die Authagraph-Projektion ist eine annähernd flächentreue Weltkartenprojektion die 1999 vom japanischen Architekten Hajime Narukawa entwickelt wurde. Die Karte entsteht durch gleichmäßige Aufteilung einer Kugeloberfläche in 96 Dreiecke, Übertragung dieser in einen Tetraeder, unter Erhaltung der Flächenverhältnisse und anschließendes Entfalten des Tetraeders. Dadurch erhält die Karte annähernd die Größe und Form aller Kontinente und Ozeane, während sie Verzerrungen verringert, wie die Dymaxion-Weltkarte, welche Narukawa als Inspiration diente. Der Name Authagraph setzt sich aus den Worten authalisch (flächentreu) und -graphie zusammen.
Die Methode zur Konstruktion der Projektion garantiert zwar, dass jede der 96 Regionen auf der Kugel, aus denen sich die Projektion zusammensetzt, den korrekten Flächeninhalt hat, die Projektion qualifiziert sich dennoch nicht als flächentreu, da sie die Flächeninhalte im infinitesimalen Bereich nicht überprüft.
Die Authagraph-Weltkarte kann in alle Richtungen nahtlos gekachelt werden. Aus dieser Kachelung lassen sich Karten in Form von Rechtecken, Dreiecken und Parallelogrammen, mit verschiedensten Weltregionen im Mittelpunkt erzeugen. Durch diese Eigenschaft ist die Karte einfach zu adaptieren, was eine dezentralisierte und damit potentiell „gerechtere“ Sicht auf die Welt zulässt. Die Projektion versucht die Weltkarte als „unendliches Multiversum“ darzustellen, das die Abbildung globaler Phänomene des 21. Jahrhunderts ermöglicht. Ein Beispiel dafür bildet ein Projekt Narukawas, in dem die Bewegung der Internationalen Raumstation über einen Zeitraum von zwölf Stunden in einer durchgehenden Linie auf eine gekachelte Karte in Authagraph-Projektion aufgetragen wurde.
Im Jahr 2011 wurde die Authagraph-Projektion vom Japanischen Nationalen Museum für Zukunftsforschung und Innovation (Miraikan) zur offiziellen Kartografierungsmethode gewählt. Seit dem Jahr 2015 wird sie in den offiziellen japanischen Schulbüchern verwendet. Im Oktober 2016 hat die Projektion den 2016 Good Design Award des Japanischen Instituts für Design erhalten.